# Vélodrome de Vincennes
Vélodrome de Vincennes (oficjalnie Vélodrome Jacques Anquetil – La Cipale) – stadion w Vincennes pod Paryżem, Francja.
Pierwotnie zbudowany jako welodrom w 1894 roku, stał się głównym stadionem na Letnich Igrzyskach Olimpijskich 1900. Rozgrywały się na nim konkurencje następujących dyscyplin: kolarstwo, krykiet, rugby union, piłka nożna oraz gimnastyka, lecz zawody lekkoatletyczne odbyły się na stadionie Stade Yves-du-Manoir.

Vélodrome Jacques-Anquetil

Na Letnich Igrzyskach Olimpijskich 1924 był używany jako tor kolarski.
Stadion był metą Tour de France w latach 1968–1974 zastępując w tej roli Parc des Princes, od 1975 roku wyścig ten końcy się na Avenue des Champs-Élysées.
Stadion „grał” w dwóch filmach, Obława i Klucz Sary, o łapance paryskich Żydów w lipcu 1942 roku.
Stadion jest nadal używany do kolarstwa, piłki nożnej i rugby.